# Volkan Işık
Volkan Işık, né le 11 septembre 1967 à Istamboul, est un pilote de rallyes turc.

## Biographie
Ayant débuté la compétition automobile en 1992, sa carrière s'étale ensuite sur une vingtaine d'années.
Il débute modestement sur une Renault 11 GTS.
Il participe à 19 épreuves du WRC entre 1998 et 2006, obtenant une 6e place au rallye de Chine en 1999 et une 7e à celui du Portugal la même année, sur Toyota Corolla WRC du team officiel Toyota Mobil Team Turkey, avec Erkan Bodur pour navigateur.

## Titres
- Double Champion de Turquie des rallyes à 8 années d'écart (pour cause de WRC), en 1995 sur Ford Escort Cosworth (copilote E.Bodur) et 2003 sur Fiat Punto Kit Car (copilote Erkan Güleren);
  - Vice-champion d'Europe des rallyes, en 2007 sur Fiat Abarth Grande Punto S2000 (copilote Kaan Özşenler);
  - 2e da la Coupe FIA des équipes privées en WRC (FIA Teams' Cup), en 1999 (avec le Toyota Mobil Team Turkey);
  - 3e du championnat d'Europe des rallyes, en 2008 (même équipage qu'en 2007);

## 6 victoires en ERC
- Rallye du Bosphore (d'Istamboul, alors rallye de Turquie): 1997 et 1999;
- Rallye de Sliven: 1997 (Bulgarie);
- Rallye de Yougoslavie: 1997;
- Rallye de Georgie: 2003;
- Rallye ELPA Halkidiki: 2007 (Grèce);

## Victoire en APRC
- Rallye de Chine: 1999;

## Autres podiums notables en ERC
- 2e du rallye de Bulgarie: 2008;
- 2e du rallye Sliven: 2005;
- 2e du rallye d'Antibes  (4e au général): 2008;
- 3e du rallye de Bulgarie: 1997;
- 3e du rallye d'Antibes: 2007;
- 3e du rallye de Croatie: 2008;

## Autre victoire notable
- Rallye d'Anatolie (futur rallye de Turquie): 2000 (1re édition).